# Будинок на вулиці Дорошенка, 26 (Львів)
Будинок за адресою вулиця Дорошенка, 26 у Львові — чотириповерховий будинок, у володінні Укртелекому де міститься автоматична телефонна станція. Пам'ятка архітектури місцевого значення № 97.

## Історія
Будинок побудовано 1926 року, відповідний проект розробив архітектор Євген Червинський, для потреб «Польської акційної телефонної спілки». З приходом радянської влади у ньому розмістилася телефонна станція, яка залишися тут і до сьогодні.

## Архітектура

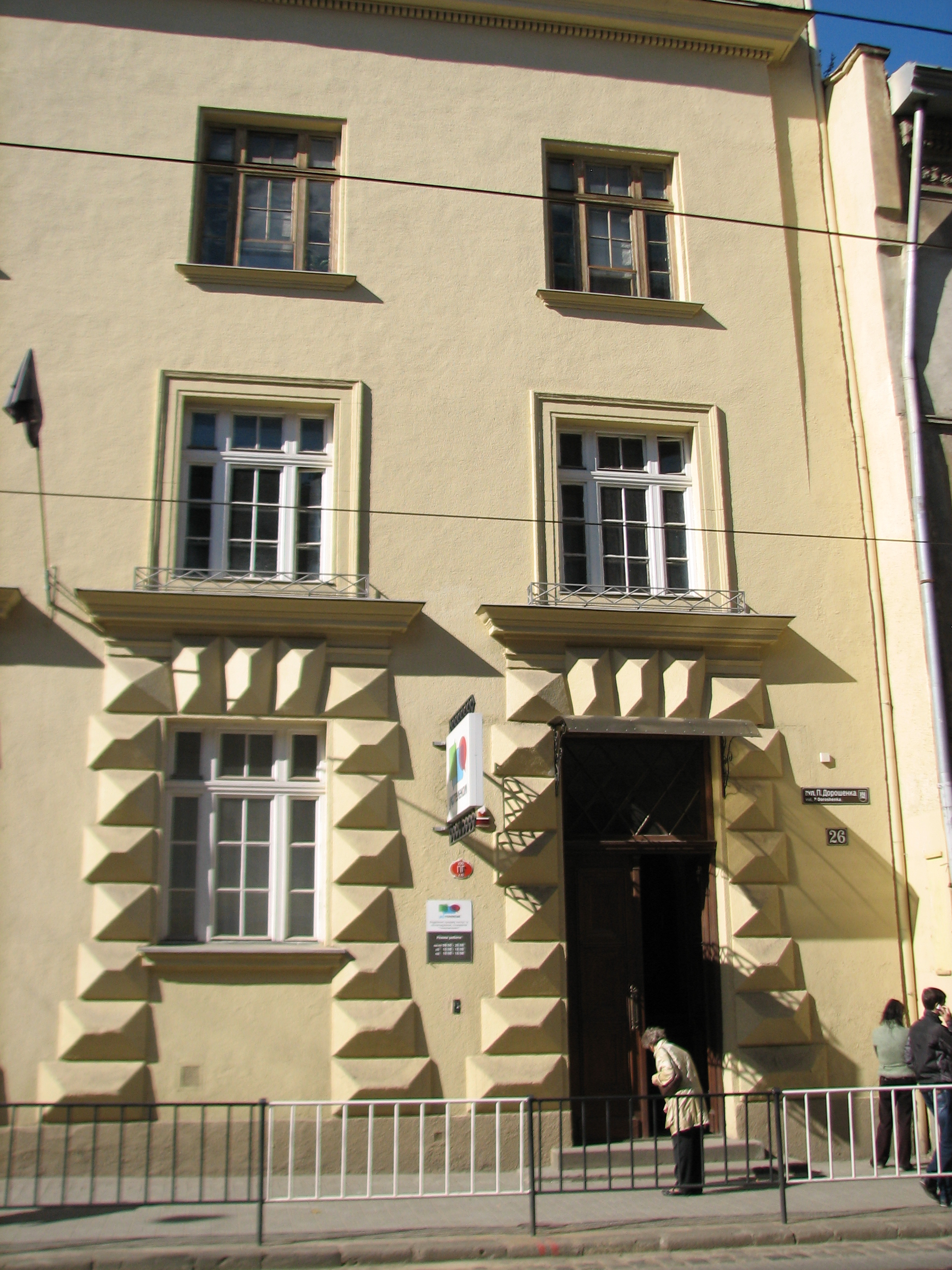
Головний вхід

Чотириповерховий цегляний будинок, тинькований, зведений у стилі ар деко. Внутрішнє планування будинку секційне, зовнішній план — складний. На головному фасаді великі прямокутні вікна. На першому поверсі вікна обрамовані дзеркальним рустом, заґратовані. На другому поверсі навколо вікон профільоване обрамування, знизу вікон полички. Вікна третього поверху також з профільованим обрамуванням та поличками, але значно менші та скромніші ніж на другому поверсі. Над третім поверхом профільований карниз,який відділяє його від четвертого. Вікна четвертого поверху великі прямокутні, заґратовані, внизу вікон вставки з балясин, розділяють вікна стилізовані пілястри. Завершується будинок невеликим профільованим карнизом.